# Italiano Moderno
Italiano Moderno er det andet studiealbum af det danske band Warm Guns, der blev udgivet i 1981. Det blev genudgivet i 1982 med en ny trackliste, hvor fire af pladens numre blev udskiftet med numre fra EPen "4 Heartbreakers Only".

## Trackliste
Side 1
1. "Arrivederci"  (Muhl) - 2:50
2. "Wonderkids"  (Muhl/Muhl-Hauschildt) - 3:33
3. "Big Sleep"  (Muhl) - 2:23
4. "Golden Dreams"  (Muhl-Hybel/Muhl) - 3:45
5. "Nightcrawlers"  (Muhl/Hauschildt) - 2:48
6. "Public Enemies"  (Muhl) - 2:59

Side 2
1. "The Night Belongs To You"  (Muhl) - 2:42
2. "Hard Luck"  (Muhl) - 3:13
3. "Magic Motions"  (Muhl) - 2:47
4. "Break Or Bend"  (Muhl) - 2:13
5. "Luckie Walkie"  (Muhl) - 3:39
6. "No Alibi"  (Muhl) - 2:39

## Trackliste 1982 version
Side 1
1. Can't Give Or Take Anymore  (Muhl) - 3:26
2. Wild Life  (Muhl) - 2:19
3. Luckie Walkie  (Muhl) - 3:39
4. Arrivederci (Muhl) - 2:50
5. The Young Go First (Muhl) - 4:23
6. Heart of Stone (Jagger/Richard) - 2:46

Side 2
1. Wonderkids (Muhl/Muhl-Hauschildt) - 3:33
2. Magic Motions  (Muhl) - 2:47
3. Hard Luck  (Muhl) - 3:13
4. Golden Dreams  (Muhl-Hybel/Muhl) - 3:45
5. Nightcrawlers  (Muhl/Hauschildt) - 2:48
6. Break Or Bend  (Muhl) - 2:13

- Side 1 track 1., 2., 5. & 6. fra "4 Heartbreakers Only" (1982).
- Side 1 track 3. & 4. + side 2 track 1.-6. fra "Italiano Moderno" (Original 1981 version).
- Side 1 track 5. oprindelig fra "Instant Schlager" (1980).

## Baggrund og indspilning
Warm Guns gik i studiet med produceren Nils Henriksen og indspillede to nye sange, ”Luckie Walkie” og ”Arrivederci”. Lars Muhl: 
”PolyGram i London ville gerne høre mere. I begyndelsen af '81 fløj Ernst [Ernst Mikael Jørgensen fra PolyGram Danmark] og jeg derover for at hilse på en up-and-coming producer, som de foreslog skulle lede indspilningen af en ny LP. Ernst spillede sine kort, det bedste han kunne, og de indvilgede i at udgive pladen når den var indspillet.”
Efter at have indspillet grundsporene i København, rejste Warm Guns til London og færdiggjorde albummet på 3 uger med Rod Huison som producer. I mellemtiden havde PolyGram i London udskiftet deres oprindelige stab og den nye ville ikke udgive det færdige album i England. I stedet udkom det i Tyskland og Holland på PolyGrams Vertigo selskab.

## Medvirkende
- Lars Muhl - vokal & keyboards
- Lars Hybel - guitar & bas
- Frank Lorentzen - guitar & keyboards
- Jens G. Nielsen - trommer

Øvrige musikere
- Georg Olesen - bas ("Big Sleep", "Golden Dreams", "Nightcrawlers", "Magic Motions")
- Jacob Perbøll - bas ("Arrivederci", "Luckie Walkie")

Produktion
- Rod Huison - producer
- Nils Henriksen - producer ("Arrivederci", "Luckie Walkie")
- Robert Hauschildt - tak
- Werner Scherrer - teknik
- Nick Froome - teknik
- Ernst Mikael Jørgensen - supervisor
- Poul Erik Veigaard - fotos & cover design
- ROCK ON - management
- Grundsporene er indspillet i Werner Studio, København. Yderligere spor og mixning er færdiggjort i Eden Studios, London.
- "Arrivederci" og "Luckie Walkie" er indspillet i Werner Studio.